# Equipe costarriquenha na Copa Davis
A equipe costarriquenha na Copa Davis representa a Costa Rica na Copa Davis, principal competição de tênis masculina por equipes do mundo. É administrada pela Federación Costarricense de Tenis.